# Happy Ending
『Happy Ending』（ハッピイ・エンディング）は、2020年3月21日に発売された大滝詠一のアルバム。

## 解説
デビュー50周年を記念してリリースされた本作は、1990年代半ば以降、主に「幸せな結末」「恋するふたり」「Happy Endで始めよう」といったドラマ主題歌制作時のセッションから生まれた未発表曲や、ドラマ主題歌の別バージョンなど、貴重な初出音源11トラックを収録。通常盤、初回限定盤、アナログ完全生産限定盤の3形態で発売され、初回限定盤には「Niagara TV Special Vol.1」と題されたディスクが1枚付属する。
1997年にフジテレビ系ドラマ『ラブジェネレーション』の主題歌として発表された「幸せな結末」は、12年ぶりのシングルで、80年代の半ばから活動再開を待ち望んでいたファンの期待に応え大きな話題になった作品だった。2003年にも『東京ラブ・シネマ』の主題歌「恋するふたり」がリリースされたが、本作は、それらのTV関連の音源で構成された、その間のミッシング・リンクと言えるのかもしれない。
初回生産限定盤CD Disc2に付属された本ディスクは『Niagara TV Special Vol.1』と題され、主にテレビ・ドラマの本編やスポットCMなどで使用された大滝詠一作品の中から、これまで未商品化だったレアなヴァージョンばかりを集めた全12トラック入りの作品となっている。

## リリース、プロモーション、マーケティング
予約特典のポストカードはデザイナー / イラストレーターの中山泰がデザインを手がけており、大滝のファースト・アルバム『大瀧詠一』のジャケットと、そのジャケットをベースに作成されたシングル「幸せな結末」のジャケット、そしてその流れをくむ今回の『Happy Ending』の絵柄がそれぞれ使用された3枚セットとなっている。

## 収録曲

### DISC 1 "Happy Ending"
1. Niagara Dreaming  –  (1:08)[1][2]
作曲：大瀧詠一 / 編曲：多羅尾伴内
2. 幸せな結末 (Album Ver.)  –  (4:33)[1][2]
  - 作詞：多幸福 / 作曲：大瀧詠一 / 編曲：井上鑑
  - ストリングスと大滝のボーカルのみで構成されている。
3. ナイアガラ慕情  –  (3:30)[1][2]
作曲：大瀧詠一 / 編曲：井上鑑
4. 恋するふたり (Album Ver.)  –  (4:42)[1][2]
作詞：多幸福 / 作曲：大瀧詠一 / 編曲：井上鑑
5. イスタンブール・マンボ  –  (3:09)[1][2]
  - 作詞 / 作曲：Jimmy Kennedy & Nat Simon / 編曲：井上鑑
  - ©by ALAMO MUSIC INC.
  - All rights reserved. Used by permission.
6. Happy Endで始めよう (バカラック Ver.)  –  (3:44)[1][2]
作詞：多幸福 / 作曲：多羅尾伴内 / 編曲：Rinky O'hen
7. ガラスの入江*  –  (3:33)[1][2]
作詞：松本隆 / 作曲：大瀧詠一 / 編曲：井上鑑
8. Dream Boy*  –  (3:30)[1][2]
作詞：D.Silverthorn / 作曲：大瀧詠一 / 編曲：井上鑑
9. ダンスが終わる前に  –  (2:21)[1][2]
  - 作詞 / 作曲：佐野元春 / 編曲：井上鑑
  - © M's Factory Music Publishers, Inc.
10. So Long  –  (4:04)[1][2]
  - 作詞：小野小福 / 作曲：大瀧詠一 / 編曲：Chelsea
  - 作詞が小野小福であることから、ファンの間では大滝がプロデュースした市川実和子のアルバム『Pinup Girl』のアウト・テイクではないかと言われているが、詳細は不明。なお、間奏のメロディーが「恋するふたり」と酷似している。
11. Happy Ending*  –  (3:19)[1][2]
作詞：多幸福 / 作曲：大瀧詠一 / 編曲：井上鑑

*Niagara Fall of Sound Orchestral

### DISC 2: "NIAGARA TV Special Vol.1"
1. 君は天然色 (かくしごと Ver.)  –  (1:32)[1]
  - 作詞：松本隆 / 作曲：大瀧詠一
  - テレビアニメ「かくしごと」エンディング用に編集された所謂テレビサイズ。
2. 恋するカレン (一番大切なデート Ver.)  –  (2:49)[1]
作詞：松本隆 / 作曲：大瀧詠一
3. 恋するふたり (15sec Ver.)  –  (0:28)[1]
作詞：多幸福 / 作曲：大瀧詠一
4. 恋するふたり (東京ラブ・シネマ Ver.)  –  (2:22)[1]
作詞：多幸福 / 作曲：大瀧詠一
5. イスタンブール・マンボ* (Inst Ver.)  –  (2:58)[1]
  - 作詞/作曲：Jimmy Kennedy & Nat Simon
  - ©by ALAMO MUSIC INC. All rights reserved. Used by permission.
6. 恋するふたり (Strings Fever Ver.)  –  (4:53)[1]
作詞：多幸福 / 作曲：大瀧詠一
7. 幸せな結末 (CM Ver.)  –  (0:18)[1]
作詞：多幸福 / 作曲：大瀧詠一
8. 幸せな結末 (ラブジェネレーション Ver.)  –  (3:06)[1]
作詞：多幸福 / 作曲：大瀧詠一
9. ナイアガラ慕情* (Inst Ver.)  –  (3:31)[1]
作曲：大瀧詠一
10. Happy Endで始めよう* (Harmonica Ver.)  –  (3:44)[1]
作詞：多幸福 / 作曲：多羅尾伴内
11. マルチスコープのテーマ  –  (1:25)[1]
作詞：伊藤アキラ / 作曲：大瀧詠一
12. 恋のナックルボール (前田幸長 Ver.)  –  (2:18)[1]
作詞：松本隆 / 作曲：大瀧詠一

*Niagara Fall of Sound Orchestral

## クレジット
| Recorded and Mixed at | - Sony Music Studios Tokyo - Shinanomachi Studio |

| Engineer | : | - Tetsuya Naitoh (Sony Music Studios Tokyo) - Tamotsu Yoshida |

|  |

| Assistant Engineer | : | - Yuta Yoneyama . Takemasa Kosaka . Naoki Kawashima . - Satoshi Bono . Masayuki Haru (Sony Music Studios Tokyo) |

|  |

| CD Mastering at Sony Music Studios Tokyo             |
| Engineer : Tetsuya Naitoh (Sony Music Studios Tokyo) |
|                                                      |
| Front Cover Design : Yasushi Nakayama                |
| Art Design : Takashi Okada                           |
|                                                      |

| A&R | : | - Naoki Yoshitake (Sony Music Records) - Shintaro Ohta (Sony Music Records) - Eisuke Yamashita (Sony Music Records) |

|  |

| Director : Masaaki Shirota                              |
|                                                         |
| Co-Producer : Osamu Sakaguchi (The Niagara Enterprises) |
|                                                         |
| Supervisor : Shikoh Ohtaki and Family                   |
|                                                         |

| Special Thanks to | : | - Yuki Mitsufuji (Sony Corporation) - Stefan Uhlich (Sony Corporation) |

|                           |
| Produced by Eiichi Ohtaki |

## SRJL 1140

### 解説
CDと同時発売となるアナログ盤は完全生産限定盤としてリリース。アナログ盤は、180g重量盤による完全限定生産。カッティングはロンドンのメトロポリス・マスタリングにてマット・コルトンが担当、ハーフスピードカッティングが施されている。レーベルはプロモーション盤に使われたブルーレーベルを使用、帯の代わりにステッカーが貼られている。
アナログ盤は2020年3月21日のリリース後、即日完売となったことを受け、同年8月8日から開催されたアナログイベント『CITY POP on VINYL 2020』参加に合わせてアンコールプレスされることが決定し、再発売された。

### 収録曲

#### Side-1
1. Niagara Dreaming
作曲：大瀧詠一 / 編曲：多羅尾伴内
2. 幸せな結末 (Album Ver.)
作詞：多幸福 / 作曲：大瀧詠一 / 編曲：井上鑑
3. ナイアガラ慕情
作曲：大瀧詠一 / 編曲：井上鑑
4. 恋するふたり (Album Ver.)
作詞：多幸福 / 作曲：大瀧詠一 / 編曲：井上鑑
5. イスタンブール・マンボ
  - 作詞 / 作曲：Jimmy Kennedy & Nat Simon / 編曲：井上鑑
  - ©by ALAMO MUSIC INC.
  - All rights reserved. Used by permission.
6. Happy Endで始めよう (バカラック Ver.)
作詞：多幸福 / 作曲：多羅尾伴内 / 編曲：Rinky O'hen

#### Side-2
1. ガラスの入江*
作詞：松本隆 / 作曲：大瀧詠一 / 編曲：井上鑑
2. Dream Boy*
作詞：D.Silverthorn / 作曲：大瀧詠一 / 編曲：井上鑑
3. ダンスが終わる前に
  - 作詞 / 作曲：佐野元春 / 編曲：井上鑑
  - © M's Factory Music Publishers, Inc.
4. So Long
作詞：小野小福 / 作曲：大瀧詠一 / 編曲：Chelsea
5. Happy Ending*
作詞：多幸福 / 作曲：大瀧詠一 / 編曲：井上鑑

*Niagara Fall of Sound Orchestral

### クレジット
| Recorded and Mixed at | - Sony Music Studios Tokyo - Shinanomachi Studio |

| Engineer | : | - Tetsuya Naitoh (Sony Music Studios Tokyo) - Tamotsu Yoshida |

|  |

| Assistant Engineer | : | - Yuta Yoneyama . Takemasa Kosaka . Naoki Kawashima . - Satoshi Bono . Masayuki Haru (Sony Music Studios Tokyo) |

|  |

| Mastering at | : | - Sony Music Studios Tokyo - Metropolis Mastering. London |

| Engineer | : | - Tetsuya Naitoh (Sony Music Studios Tokyo) - Matt Colton (Metropolis Mastering. London) |

|                                                                       |
| Half Speed Vinil Cutting : Matt Colton (Metropolis Mastering. London) |
|                                                                       |
| Front Cover Design : Yasushi Nakayama                                 |
| Art Design : Takashi Okada                                            |
|                                                                       |

| A&R | : | - Naoki Yoshitake (Sony Music Records) - Shintaro Ohta (Sony Music Records) - Eisuke Yamashita (Sony Music Records) |

|                                                         |
| Director : Masaaki Shirota                              |
|                                                         |
| Co-Producer : Osamu Sakaguchi (The Niagara Enterprises) |
|                                                         |
| Supervisor : Shikoh Ohtaki and Family                   |
|                                                         |

| Special Thanks to | : | - Yuki Mitsufuji (Sony Corporation) - Stefan Uhlich (Sony Corporation) |

|                           |
| Produced by Eiichi Ohtaki |

## リリース日一覧
| 地域 | リリース日    | レーベル                         | 規格       | カタログ番号                                            | 備考                                                                                       |
| ---- | ------------- | -------------------------------- | ---------- | ------------------------------------------------------- | ------------------------------------------------------------------------------------------ |
| 日本 | 2020年3月21日 | NIAGARA ⁄ Sony Music Labels Inc. | - 2CD - CD | - SRCL 11430~1【初回生産限定盤】 - SRCL 11432【通常盤】 | 初回生産限定盤は「Niagara TV Special Vol.1」を収録したDisc2との2枚組。三方背ボックス仕様。 |
| 日本 | 2020年3月21日 | NIAGARA ⁄ Sony Music Labels Inc. | LP         | SRJL 1140                                               | 全11曲収録。完全生産限定盤。                                                               |